# Михаил Спиров
Михаил Спиров, наричан Милето, е български военен и деец за национално освобождение на Македония.

## Биография
Михаил Спиров е роден в София, но родителите му са от Дебърско. Взема участие в Балканската и Междусъюзническата война като доброволец в Македоно-одринското опълчение и служи във 2 рота на 3 солунска дружина.. През Първата световна война е инструктор в Пети пехотен македонски полк на Единадесета пехотна македонска дивизия, под командването на Борис Дрангов. Спиров завършва Школата за запасни подофицери и като подофицер взема участие на фронта до края на войната.
Действа с чета на ВМРО във Вардарска Македония след демобилизацията си, където се сражава със сръбските власти. Участва в сражение при Сушица от 25 май 1922 година заедно с Любомир Весов и Крум Петишев. Здравето му силно се влошава заради нелегалния живот и Михаил Спиров умира в разцвета на силите си в 1924 година.